# Profilicollis botulus
Profilicollis botulus is een soort in de taxonomische indeling van de Acanthocephala (haakwormen). De worm wordt meestal 1 tot 2 cm lang. Ze komen algemeen voor in het maag-darmstelsel van ongewervelden, vissen, amfibieën, vogels en zoogdieren.
De haakworm komt uit het geslacht Profilicollis en behoort tot de familie Polymorphidae. Profilicollis botulus werd in 1916 beschreven door Harley Jones Van Cleave.